# Shoot to Kill (James Bond)
Shoot to Kill (titre original : Shoot to Kill) est le premier roman de la série La Jeunesse de James Bond à être écrit par Steve Cole. Il s'agit de la suite des aventures du jeune James Bond que Charlie Higson avait débuté en 2005. Ce roman d'espionnage a été publié pour la première fois au Royaume-Uni le 6 novembre 2014. Il a également été publié en France chez Hachette, le 13 novembre 2014.
Son nom est James Bond. Il a environ 15 ans, et le danger lui colle déjà à la peau. Nouveau pensionnaire dans un lycée « so british », James ne tarde pas à se lier avec les élèves les plus marginaux (le nain Hugo, la brillante Boudicca et Dan, le fils du propriétaire du cinéma local). À la veille d’un voyage scolaire, ses trois compagnons de route se retrouvent dans une salle de projection improvisée au lycée. Dan a volé une bande au projectionniste, pensant s’offrir l’exclusivité d’un rush censuré. Mais sur l’écran de fortune, ils assistent à une véritable scène de torture. Une scène trop réaliste pour ne pas être authentique… Jugeant que la priorité est de disculper Dan plutôt que de démêler un fait divers sordide les dépassant tous, James pense savoir exactement comment éviter les ennuis avec la police. Malheureusement, son plan ne se déroule pas du tout comme prévu : lorsqu’ils veulent restituer la bande, c’est le cadavre du projectionniste qui les accueille. Et les tueurs semblent être encore dans les parages. Voilà James embarqué dans une conspiration mafieuse…

## Résumé
1934, après avoir été mis à la porte d'Eton, James Bond intègre Dartington Hall en attendant son admission à Fettes. Dès son premier jour, il est victime d'intimidation de la part d'une élève, Beatrice Judge, qui ne souhaite pas qu'il prenne sa place lors d'un futur voyage scolaire. Alors qu'il tentait de la fuir, Bond se fait aider par un autre élève, Hugo Grande. 
Par la suite, Bond apprend de Gillian de Vries, la responsable des cursus à Dartington Hall, qu'un voyage scolaire en petit groupe aura bientôt lieu. Celui-ci aura pour but de rendre visite au Dr Tobias Leaver, un éminent spécialiste de l'éducation et partenaire d'Anton Kostler (un producteur hollywoodien propriétaire des studios Allworld). Leaver espère que Kostler investira dans Dartington Hall après que celui-ci a examiné les méthodes et les élèves de l'établissement. Les quelques élèves qui participeront à ce voyage embarqueront pour Los Angeles dans le dirigeable personnel d'Anton Kostler en compagnie de personnes affiliées au 7e art. 
Durant son séjour à Dartington Hall, Bond rencontre Boudicca « Boody » Pryce, une élève passionnée d'ingénierie. Celle-ci l'invite à rejoindre Hugo et un autre élève, Daniel Sloman, pour visionner un film au ciné-club. Bond décline l'invitation. Malgré ce refus, Hugo fait irruption dans sa chambre, l'air chamboulé, et lui demande de rejoindre les autres.
Une fois arrivé au ciné-club, Bond apprend que Dan a volé une bande au projectionniste d'un cinéma de Totnes appartenant à son père. Les autres élèves lui projettent la bande qu'ils ont déjà visionné. Celle-ci montre notamment un homme ressemblant à Alexander Roberts (un producteur de films) se faire torturer. Jugeant que le film est trop réaliste pour ne pas être authentique et qu'il vaut mieux éviter la police (à cause du vol et du voyage), Bond propose de discrètement déposer la bande dans le bureau du directeur du cinéma, en espérant que celui-ci alertera les autorités.
Pour ce faire, Bond vole une voiture et se rend avec Dan au cinéma de Totnes. Sur place, ils découvrent que quelqu'un semble être entré par effraction avant eux et tombent sur le cadavre du projectionniste. Le tueur étant toujours dans le cinéma, James le distrait pendant que Dan appelle les autorités. Les deux garçons parviennent à s'enfuir avant l'arrivée de la police. 
Une fois rentré, James ment à Boody en lui disant qu'ils n'ont finalement pas pu pénétrer dans le cinéma. Dans sa chambre, il trouve une lettre d'Hugo qui lui demande de venir le retrouver à l'extérieur. Lorsqu'il s'y rend, il découvre qu'il s'agit d'un piège de Béatrice. Bond parvient à échapper à ses agresseurs et à prendre le pistolet à air comprimé de l'un d'eux ; mais blessé, il perd connaissance.
Lorsque James Bond reprend ses esprits, il est dans une ambulance. Une fois cette dernière arrêtée, il la vole et se rend au terrain d'aviation de Cardington. Après qu'il a expliqué à Gillian de Vries que Béatrice était responsable de ses blessures, la jeune fille est remise à la police. Gillian, voulant préserver le voyage scolaire, couvre Bond pour le vol de l'ambulance. James embarque donc dans le dirigeable de Kostler avec notamment Gillian, Dan, Hugo, Boody et Stuart (l'oncle de Dan et le prochain scénariste des studios Allworld).
Pendant le voyage, Bond rencontre Leonard « Lenny » Vasquez qui se présente comme le représentant d'Anton Kostler à l'étranger et Rudolf Dürr, un homme qui ressemble à celui qui l'avait poursuivi dans le cinéma... James découvre également que les différentes pièces du zeppelin sont sur écoute.
Une fois arrivés à Los Angeles, Gillian, Stuart et les élèves de Dartington Hall se rendent en voiture à leur hôtel, le Hollywood Plaza. James explique aux garçons que Kostler avait mis ses invités sur écoute dans le dirigeable. Les élèves accompagnent ensuite Stuart aux studios Allworld et y rencontrent très brièvement Anton Kostler.
Alors que les élèves repartaient sans Stuart, leur chauffeur les laisse au cœur d'une manifestation qui vire rapidement en une violente émeute. Durant celle-ci, Bond aperçoit des hommes louches ainsi que Rudolf Dürr.
Une fois l'émeute terminée, James se rend dans un drugstore pour y trouver de quoi désinfecter les blessures d'Hugo. Il y rencontre une journaliste, Victoria « Tori » Wo. En discutant avec elle, ils établissent que les hommes louches qu'il a vu pourraient appartenir à la pègre de Chicago. Tori donne son numéro à Bond et ils se séparent.
Le lendemain, Gillian et les élèves se rendent à l'académie Kostler pour y passer les tests du Dr Leaver. L'un des élèves qui leur font visiter l'académie est Martyn, le fils d'Anton. Celui-ci s'avère être une personne désagréable. 
Rentré à son hôtel, Bond discute avec Tori. Ils parlent notamment de Martyn et du fait que celui-ci se fasse raccompagner par des gangsters de Chicago à la sortie de l'école. Sur une photo qu'elle lui présente, Bond reconnaît son chauffeur, McGee, comme l'un des tortionnaires qu'il a vu sur la bande de Dan. L'homme travaillerait pour George Barron, le directeur d'une société de surveillance privée et responsable de la sécurité des studios Allworld.
Alors que Dan et Boody accompagnent Stuart à une soirée donnée par Anton Kostler et que Gillian est occupée avec le Dr Leaver, Bond et Hugo volent un paquet dans la chambre de Stuart. Il s'avère que celui-ci contient la bande volée au projectionniste, et ce bien que Dan était censé l'avoir expédiée en Angleterre. Le garçon a donc dû en parler à son oncle.
Bond se rend à la soirée avec l'idée de donner la bande à Tori. Les deux protagonistes sont obligés de fuir. Une course poursuite en voiture s'engage et Bond confie finalement la bande à Tori avant de continuer à pied de son côté. Il est alors poursuivi par Dürr. James parvient à le semer et, lorsqu'il rejoint son hôtel, constate que Hugo et Gillian ont disparu. Le Dr Leaver lui avoue qu'il est la victime d'un chantage de la part de Kostler et qu'il espérait que Gillian puisse l'aider à fuir en Angleterre. Vasquez apparaît soudain dans la chambre et assomme Bond.
Lorsqu'il reprend connaissance, Bond se trouve dans une salle de projection où Anton Kostler, Vasquez et Barron regardent la bobine que Dan avait volée. Boody et Leaver sont aussi présents dans la salle en tant que prisonniers et Kostler affirme également détenir Tori, Dan et Stuart. Bond apprend alors des méchants que Roberts avait été torturé pour qu'il cède, entre autres, sa compagnie à Kostler. En réalité, la bande a été envoyée par erreur à Stuart qui a vu l'occasion de faire chanter Kostler, en lui exigeant un poste de scénariste. Kostler, lui, est prêt à faire pression à coups de chantages et d'intimidations pour atteindre son but : contrôler la concurrence, les films qui sortent, et plus généralement le monde du cinéma. Par ailleurs, cette bande sera l'occasion de montrer à ses ennemis qu'il ne plaisante pas.
Bond et Boody sont ensuite amenés et enfermés dans un décor de saloon des anciens studios Allworld, où se trouvent déjà Tori, Dan et son oncle. Très vite, un groupe d'hommes armés arrive pour les tuer pendant qu'une caméra filme la scène. Ce groupe est constitué notamment de MacGee, Martyn et d'hommes voulant travailler pour Barron. Stuart meurt, Boody est blessée par balle, mais elle et Bond arrivent à s'enfuir (sans Dan et Tori) grâce à l'aide d'Hugo et de Dürr. Celui-ci s'avère finalement être un agent du MI-6 du nom d'Adam Elmhirst, chargé d'enquêter sur Kostler depuis que Roberts a contacté le gouvernement de sa Majesté. Elmhirst parvient à tuer Vasquez mais il se fait tirer dessus, son gilet pare-balle arrêtant le coup. Pensant l'agent des services secrets britanniques mort, Kostler préfère fuir avec son fils et Barron à bord de l'un de ses dirigeables, emmenant Boody et Leaver comme prisonniers.
Bond voit que Dan et Tori ont réussi à s'en sortir vivants et s'oriente vers le dirigeable. Il s'accroche à l'amarre et pénètre dans l'aéronef. À l'aide de son Queensmarsh, le pistolet à air comprimé qu'il avait restauré avec Boody, il parvient à progresser. Bond étant en mauvaise posture, Leaver parvient à prendre l'arme de Martyn et fait feu, ce qui provoque une explosion. À l'inverse des autres passagers, Boody et James parviennent à se sortir vivants du dirigeable enflammé. 
Après un séjour à l'hôpital et l'enterrement de Stuart, Bond fait ses adieux à ses camarades qui rentrent en Angleterre. Lui reste aux États-Unis avec Hugo en attendant l'arrivée de sa tante Charmian.
Plus loin, Elmhirst observe James Bond et fait une mystérieuse allusion au père de ce dernier, Andrew... Elmhirst se prépare à contacter des gens qui seraient très intéressés d'apprendre où se trouve le jeune James Bond...

## Personnages principaux
- James Bond
- Boudicca « Boody » Pryce - élève de Dartington Hall passionnée d’ingénierie.
- Hugo Grande - élève de Dartington Hall, il est atteint de nanisme.
- Daniel Sloman - élève de Dartington Hall.
- Gillian de Vries - responsable des cursus à Dartington Hall.
- Anton Kostler - producteur hollywoodien propriétaire des studios Allworld. Il a grandement été touché par la mort de sa femme, Zelda. Son fils est Martyn Kostler.
- Stuart Sloman - l'oncle de Daniel et le futur scénariste des studios Allworld.
- Victoria « Tori » Wo - journaliste à Los Angeles.
- Rudolf Dürr - son vrai nom est Adam Elmhirst.
- Leonard « Lenny » Vasquez